# Loxosomella akkeshiense
Loxosomella akkeshiense är en bägardjursart som först beskrevs av Yamada 1956.  Loxosomella akkeshiense ingår i släktet Loxosomella och familjen Loxosomatidae. Inga underarter finns listade i Catalogue of Life.